# Dipartimento di Sikensi
Il dipartimento di Sikensi è un dipartimento della Costa d'Avorio situato nella regione di Agnéby-Tiassa, distretto di Lagunes.
Nel censimento del 2014 è stata rilevata una popolazione di 78.439 abitanti. 
Il dipartimento è suddiviso nelle sottoprefetture di Gomon e Sikensi.